# Momma Song
Momma Song è un singolo del cantante statunitense Benson Boone, pubblicato il 23 maggio 2025 come terzo estratto dal secondo album in studio American Heart.

## Video musicale
Il video, è stato pubblicato in concomitanza con l'uscita del singolo, diretto da Matt Eastin.

## Tracce
1. Momma Song – 3:17